# Herr Christ, der einge Gottessohn, BWV 96
Herr Christ, der einige Gottessohn BWV 96 (Crist Senyor, l'únic fill de Déu), és una cantata religiosa de Johann Sebastian Bach per al divuitè diumenge després de la Trinitat, estrenada a Leipzig el 8 d'octubre de 1724.

## Origen i context
D'autor anònim, empra l'himne que dona títol a la cantata d'Elisabeth Kreuziger (1524); utilitza directament la primera i l'última estrofa per als números extrems, mentre que les altres estrofes són reelaborades en els altres números de la cantata. El text fa poca referència a l'epístola del dia Primera carta als Corintis (1, 4-9) i més a l'evangeli segons Mateu (22, 34-46), que tracta del primer manament i de la pregunta que fan els fariseus a Jesús, de qui és fill el Messies. En el coral, els fidels canten la seva fe en Jesús, com a fill de Déu. La presència de la flauta és deguda, molt probablement, a què Bach disposava en aquella època d'un bon solista atès el virtuosisme exigit. Per a aquest diumenge es conserva només una altra cantata, la BWV 169.

## Anàlisi
Obra escrita per a soprano, contralt, tenor, baix i cor; trompa, flauta travessera, flauta picolo, dos oboès, corda i baix continu. Consta de sis números.
1. Cor: Herr Christ, der einige Gottesshon (Crist Senyor, l'únic fill de Déu)
2. Recitatiu (contralt): O Wunderkraft der Liebe (O meravellós poder de l'amor)
3. Ària (tenor): Ach, ziehe die Seele mit Seilen der Liebe (Ai! Estira l'ànima amb la sirga de l'amor)
4. Recitatiu (soprano): Ach, führe mich, o Gott, zum rechten Wege (Ah, porta’m, dret camí, O Déu)
5. Ària (baix): Bald zur Rechten, bald zur Linken (Adés cap a la dreta, adés cap a l'esquerra)
6. Coral:  Ertöt uns durch dein Güte (Per la teva bondat fes-nos morir)

El cor inicial, com és habitual en les cantates corals, es basa en un himne de la tradició luterana; la veu predominant és el contralt, situació rara en Bach, duplicat per la trompa en un moviment que és quasi una pastoral; per sobre se sent al flauta que toca Es ist der Moorgenstern, (l'astre del matí), que simbolitza a Crist; a vegades la flauta és substituïda per un violí piccolo. En el recitatiu de contralt, destaca el figuralisme sobre Erde senket (baixar a la terra). L'ària de tenor següent, té una durada considerable, hi ha un solo de flauta que dialoga amb la veu sobre les “santes flamerades”. Del recitatiu de soprano, número 4, sobresurt l'arribada al registre més agut sobre l'última paraula, Himmel (cel). L'ària següent de baix és menys interessant i de naturalesa molt descriptiva, dona pas al coral final. Té una durada aproximada d'una mica més d'un quart d'hora.

## Discografia seleccionada
- J.S. Bach: Das Kantatenwerk. Sacred Cantatas Vol. 5. Nikolaus Harnoncourt, Tölzer Knabenchor (Gerard Schmidt-Galen, director), Concentus Musicus Wien, Wilhelm Wiedl (solista del cor), Paul Esswood, Kurt Equiluz, Philippe Huttenlocher. (Teldec), 1994.
- J.S. Bach: The complete live recordings from the Bach Cantata Pilgrimage. CD 45: Thomaskirche, Leipzig; 22 d'octubre de 2000. John Eliot Gardiner, Monteverdi Choir, English Baroque Soloists, Katharine Fuge, Nathalie Stutzmann, Christoph Genz, Gotthold Schwarz. (Soli Deo Gloria), 2013.
- J.S. Bach: Complete Cantatas Vol. 13. Ton Koopman, Amsterdam Baroque Orchestra & Choir, Deborah York, Franziska Gottwald, Paul Agnew, Klaus Mertens. (Challenge Classics), 2005.
- J.S. Bach: Cantatas Vol. 26. Masaaki Suzuki, Bach Collegium Japan, Yukari Nonoshita, Timothy Kenworthy-Brown, Makoto Sakurada, Peter Kooij. (BIS), 2005.
- J.S. Bach: Church Cantatas Vol. 30. Helmuth Rilling, Gächinger Kantorei, Bach-Collegium Stuttgart, Helen Donath, Marga Höffgen, Adalbert Kraus, Siegmund Nimsgern. (Hänssler), 1999.

J.S. Bach: Cantatas for the Liturgical Year Vol. 12. Sigiswald Kuijken, La Petite Bande, Gerlinde Säman, Petra Noskaiova, Christoph Genz, Jan van der Crabenn. (Accent), 2011.